# نورچک
نورچک (به لاتین: Nurczyk) یک روستا در لهستان است که در گمینا نوژتس-ستاتسیا واقع شده‌است. نورچک ۱۰۰ نفر جمعیت دارد.